# Język gwere
Język gwere – język z rodziny bantu, używany w Demokratycznej Republice Konga i Ugandzie. W 1976 roku liczba mówiących wynosiła ok. 203 tysięcy.